# Fougerolles-du-Plessis
Fougerolles-du-Plessis – miejscowość i gmina we Francji, w regionie Kraj Loary, w departamencie Mayenne.
Według danych na rok 1990 gminę zamieszkiwało 1745 osób, a gęstość zaludnienia wynosiła 52 osób/km² (wśród 1504 gmin Kraju Loary Fougerolles-du-Plessis plasuje się na 346. miejscu pod względem liczby ludności, natomiast pod względem powierzchni na miejscu 225.).